# 朴柱美
朴柱美（1972年10月5日—），韓國女演員，曾被譯為朴珠美，MBC公開選拔藝員21期。

## 演出作品

### 電視劇
- 1993年：MBC《걸어서하늘까지》
- 1993年：KBS《三國記》飾演 瑤石公主
- 1993年：MBC《산바람》
- 1994年：MBC《滑雪場》
- 1994年：SBS《까치네》
- 1996年：SBS《趙光祖》飾演 章敬王后尹氏
- 1996年：SBS《아빠는시장님》
- 1997年：KBS《我心中的天使》飾演 毓莉
- 1999年：KBS《學校2》飾演 金正仁
- 1999年：MBC《醫道》飾演 恭嬪金氏
- 2000年：MBC《느낌이좋아》
- 2000年：KBS《學校3》飾演 金正仁
- 2000年：MBC《大嬸》飾演 張雅英
- 2001年：SBS《女人天下》飾演 玉梅香
- 2011年：KBS《相信愛情》飾演 徐惠珍
- 2012年：SBS《紳士的品格》飾演 金恩熙
- 2012年：KBS《大王之夢》飾演 善德女王（因車禍事故退出，由洪銀姬接替出演）
- 2014年：SBS《江口故事》飾演 楊文淑
- 2015年：KBS《Blood》飾演 韓善英
- 2016年：MBC《獄中花》飾演 鄭蘭貞
- 2018年：MBC《過來抱抱我》飾演 池慧媛
- 2018年：JTBC《我的ID是江南美人》飾演 羅彗星[5]
- 2021-22年：TV朝鮮《結婚作詞，離婚作曲》飾演 史避影（3季）
- 2023年：TV朝鮮《榴蓮小姐》飾演 杜榴蓮

### 電影
- 1994年：《小戀人》
- 1998年：《길찾기》
- 2010年：《被破壞的男人》飾演 朴敏晶
- 2016年：《德惠翁主》飾演 梁貴人

### 綜藝節目
- 2017年11月24日－2018年1月19日：《天鵝俱樂部》固定主持

## 外部連結
- 朴柱美的Instagram帳戶
- 朴柱美的X（前Twitter）
- 朴柱美的新浪微博
- 經紀公司官方網站 （页面存档备份，存于）
- NAVER （页面存档备份，存于）